# 井上恵
井上 恵（いのうえ めぐみ、1973年4月27日 - ）は神奈川県相模原市出身の射撃選手。2004年アテネオリンピック代表。武蔵野音楽大学卒業。

## 略歴
- 2002年 全日本選手権で1位。
- 2003年 世界クレー射撃選手権で19位。
- 2003年 全日本選手権で2位。
- 2004年 アジア選手権で日本人女子初の優勝。
- 2004年 シドニーワールドカップで3位。
- 2004年 初の五輪出場。アテネオリンピックのダブルトラップで5位。